# Ahn Hyang
Ahn Hyang (안향, 安珦, 1243-1306) est un érudit néoconfucianiste coréen qui a fortement contribué à l'introduction de ce mouvement de pensée dans le royaume de Koryo et ainsi à faire reculer le bouddhisme. Pendant la domination mongole, il s'est rendu plusieurs fois en Chine et ramena la collection d’œuvres de Zhu Xi. Il laissa transformer sa maison en académie nationale pour la formation des nouveaux élèves et fut à l'origine de la construction à Kaesong la capitale d'un grand sanctuaire en l'honneur de Confucius.

## Impact intellectuel
Le renouveau confucéen s'est développé après lui avec Yi Che-hyôn, Yosaek, Jeong Mong-ju et Kiljae. Nous connaissons son histoire par un récit authentique : Hwoehônolgi, contenant certains de ses écrits. L'État coréen s'effondra sous les coups mongols, et An Hyang fut choqué de voir son pays perdre sa souveraineté. Il s'enquit des portraits de Confucius et de Zhu Xi ainsi que des écrits de ce dernier et les rapporta en Corée après les avoir recopiés. Il s'agit là d'une première rencontre avec la pensée de Zhu Xi et d'un premier déchiffrage de ses écrits, avant les travaux plus avancés de Yi Hwang T'oegye. L'oeuvre de Zhu Xi est d'une telle magnitude que son plein impact dans le monde intellectuel coréen prit deux siècles. Pour comprendre ce développement intellectuel, il faut se souvenir de l'influence des écrits d'Aristote en Europe après leur redécouverte.

## Portrait
Le portrait de Ahn Hyang, conservé à la Sosu Seowon, à Yeongju dans la province de Gyeongbuk, est classé parmi les trésors nationaux de Corée du Sud (n° 111).

## Référence
- Les Coréens dans l'histoire, « Ahn Hyang, père du néo-confucianisme coréen », KBSworld, le 13 octobre 2011.